# 三年式155公厘艦炮
三年式155公厘艦炮（日语：六十口径十五糎五砲）是日本帝國海軍在戰間期開發的中口徑艦炮，因日本在輕巡洋艦戰力汰換上較為延宕，總數量有限。

## 簡介
在華盛頓海軍條約簽訂後，巡洋艦的主炮標準已經被劃定在203公厘以下；為追求最大火力投射效果，日本在1920年後造艦計畫主要致力在補充可搭載203公厘主炮的軍艦，以及對三年式20公分艦炮進行改良，對127公厘（驅逐艦的主炮口徑上限）至203公厘間的中口徑火炮並無關注。直到1930年倫敦海軍條約細分輕巡洋艦與重巡洋艦技術分野，以及對重巡洋艦總數維持現狀的決議。在這之後日本甫重啟巡洋艦用中口徑艦炮開發，以及輕巡洋艦汰換計畫，這也是三年式155公厘艦炮開發的背景。
炮身
為了替最上級重巡洋艦做好偽裝，帝國海軍自1930年開發155公厘艦炮，但是在名義上仍稱為三年式，謊稱其設計在1914年即完成，但技術上為1910年代到1930年代的各種混合體；三年式的炮管製造科技則確實是1910年代採購金剛級戰艦時使用的鋼線纏繞自緊技術與鑄鋼科技，但為提高初速而犧牲了火炮壽命，因此本型炮的炮管壽命只有250發；炮閂閉鎖也是使用密合度較好的間斷螺紋式炮閂設計，使得本型炮之作業壓力及射程有達世界先進標準。最上級每座炮塔彈藥庫可容納120發，如無視安全紀律讓彈藥裝填區也塞入彈藥時可達128發，這意味著日軍巡洋艦大約在5場戰役後所有艦砲皆達汰換極限。
炮塔
三年式的炮塔則是1930年代科技的產物，炮塔採用三聯裝佈局讓本級艦火力投射上維持優勢，但設計卻是拿三年式20公分E型連裝艦炮為本體重新設計，因此有部分設計遷就既有構造；包括只有四周厚25.4公厘的NVNC鋼板材質外殼、動力系統仍為2部放置在炮塔外的100匹馬力的電動馬達驅動液壓泵；上彈機與藥包上彈機也都只有2部，彈藥上彈機速率為每分鐘6發，左上彈機替右側主炮提供彈藥，右上彈機為剩下2門主砲提供彈藥，彈藥在輸送到炮塔後由人力放入裝填區採半自動上彈；發射藥包上彈機每分鐘只能運輸5組發射藥包。雖然號稱每門炮最大射速可達7發，但受限於上彈機設計，每座炮塔最佳射速不超過每分鐘12發。
由於三聯裝炮需求人力較多，炮塔內有24位裝彈手與1位炮長、砲塔下裝填室有7位彈藥運輸兵、彈藥庫還有10位彈藥補給兵。嚴格來說1門炮加指揮只要9個人即可運作，但整個砲塔要正常運作至少編制需要42人。
原本的E型炮配備在高雄級重巡洋艦時有設計可達75度仰角的俯仰機構，但是在測試時發現火控系統還無法有效及時計算對空射擊諸元，加上彈藥裝填只能限制在炮身仰角7度以下，使得所謂的對空能力全然無法指望，因此三年式的火炮仰角只保留了55度角，搭配三式彈提供聊勝於無的防空能力。
射控
三年式的射控指揮由焦基線長8公尺的光學立體視覺測距儀提供目標方位，測距儀一般裝於軍艦指揮塔頂。移植至大和級戰艦時則配置在炮塔後側上方。
155公厘艦炮在1932年完成試制，1934年5月7日完成測試，1935年裝艦服役。砲塔重量約175公噸，如納入測距儀等設備則會到185公噸。

## 使用彈種
三年式155公厘艦炮採分離式彈藥設計，砲彈本體重55.87公斤、發射藥有兩種規格；一般為19.5公斤裝、弱裝藥為12.3公斤裝，藥包使用鋁箔袋材質，可在擊發時完整燃燒。本型炮開發時已考慮對抗防禦力較強之西方近代巡洋艦，故放棄英式中口徑彈藥之半穿甲彈思路，並開發專用穿甲彈改善貫穿效果。
| 可用彈藥   |              |                         |                                                               |             |            |                  |
| 類型       | 型號         | 重量，公斤（彈體/彈頭） | 彈頭裝藥                                                      | 初速        | 射程       | 備註             |
| 榴彈       | 零式普通彈   | 55.87                   | 苦味酸，3.1公斤                                               | 900公尺／秒 | 21,000公尺 | 彈頭長65公分     |
| 披帽穿甲彈 | 九一式穿甲彈 | 55.87                   | 苦味酸，1.15公斤                                              | 920公尺／秒 | 27,400公尺 | 彈頭長67.8公分   |
| 照明彈     | 三式照明彈   | 55.87                   | 2.27公斤；比例為53％鎂混合物、42.5%硝酸鋇、3.5%蜂蠟、1%草酸鈉 | 750公尺／秒 | 21,600公尺 | 照明效果95萬燭光 |

## 使用單位
大和級戰艦
最上級重巡洋艦
大淀號輕巡洋艦
由於155公厘炮的後座力較小，且火炮暴風互相干擾的問題已經在先前203公厘炮時有相關研究，加上運用以承受203公厘主炮齊射的重巡洋艦級艦身設計，三年式在散佈界表現上算相當不錯，但是量產決策是被日本戰略環境給限制，因此除了4艘最上級共20座炮塔、60根炮管外，預備炮管加起來總產量不會超過80根。而最上級在1930年代末期更換武器後，炮塔轉用給大和級戰艦與大淀級輕巡洋艦以物盡其用，但是在大和級後續2艘取消與改裝後，沒處可去的火炮改安裝在吳港、佐世保等地作為軍港防衛高射炮使用；吳海軍工廠在戰爭末期有為本型炮設計陸用單裝式高射炮炮座，但在吳港空襲時遭炸倒，無正式安裝。

## 外部連結
- 14 cm/50 3rd Year Type on navweaps.com（页面存档备份，存于）

1. ↑  太平洋戦史シリーズ「最上型重巡」、2002年8月、学習研究社。研究原簿シリーズ「15糎5砲 最上、大和と高角砲化」、2011年8月15日、国本康文。その他